# スパイキッズ:アルマゲドン
『スパイキッズ:アルマゲドン』（原題：Spy Kids: Armageddon）は、2023年のアメリカのスパイ・コメディ映画。
ロバート・ロドリゲスが製作・脚本・監督の三役を担当し、レイサー・ロドリゲスとエリザベス・アヴェランも共同製作として参加した。ジーナ・ロドリゲスとザッカリー・リーヴァイ、Everly Carganilla、Connor Estersonらが出演する。本作は、オリジナルとなる『スパイキッズ』シリーズのリブート作品として、Troublemaker Studiosがスカイダンス・メディアやスパイグラス・メディア・グループと共同で製作し、Netflixが配信することで、アニメシリーズの『スパイキッズ:とくべつミッション』に次ぐ『スパイキッズ』プロジェクトの一作となった。

## あらすじ
世界一の秘密諜報員の子どもたちが、知らず知らずのうちに、強大な力を持つゲーム開発者がすべてのテクノロジーをコントロールできるようになるコンピューターウイルスを解き放つのを手助けしてしまい、両親と世界を救うために自らスパイになる必要に迫られることになる。

## キャスト
※括弧内は日本語吹替。
- ノラ・トレーズ - ジーナ・ロドリゲス（森千晃）
- テレンス・タンゴ - ザッカリー・リーヴァイ[4]（田村真）
- パティ - エヴァリー・カルガニラ（御園紬）
- トニー - コナー・エスターソン（竹下天馬）
- キング - ビリー・マグヌッセン（布施川一寛）
- デヴリン - D・J・コトローナ（田所陽向）

## 製作

### 企画開発
2021年1月にシリーズのリブート版が開発中であり、多文化的背景を持つ家族を中心としたプロットの映画が製作されることが明らかにされた。この企画はスカイダンス・メディアとスパイグラス・メディア・グループの共同事業として製作され、ロバート・ロドリゲスが脚本・監督を務めることとなった。Netflixが翌年の3月に配信権を獲得したことで、このプラットフォーム向けに制作された2番目の『スパイキッズ』プロジェクトとなった。
本作の原題である『Spy Kids: Armageddon』は、第4作目『スパイキッズ4D:ワールドタイム・ミッション』で元々使われる予定だったタイトルである。

### キャスティング
本作のキャストは、2022年の夏に明らかになった。ジーナ・ロドリゲスやザッカリー・リーヴァイ、Everly Carganilla、Connor Estersonが主役に抜擢され、その後、ビリー・マグヌッセンや、D・J・コトローナの参加も確認された。

### 撮影
2022年8月末には制作が終了した。